# يوكي تازاوا
يوكي تازاوا (باليابانية: 田澤 勇気) (16 يوليو 1979 في سابورو في اليابان – )؛ هو لاعب كرة قدم ياباني سابق كان يلعب كمهاجم.

## وصلات خارجية
- يوكي تازاوا على موقع رابطة كرة القدم اليابانية للمحترفين (اليابانية)
- يوكي تازاوا على موقع عالم كرة القدم.نت (الإنجليزية)